# Heliofly I
Heliofly I – jednoosobowy wiroszybowiec sportowy zaprojektowany i zbudowany w 1941 przez Austriaka Paula Baumgärtla.  Konstrukcja Baumgärtla określana jest jako „wiroszybowiec plecakowy”, był to prosty dwupłatowy wirnik przymocowany do pleców pilota za pomocą uprzęży spadochronowej. Masa własna wiroszybowca wynosiła siedemnaście kilogramów.
W późniejszym czasie Baumgärtl zaprojektował i zbudował praktyczny śmigłowiec plecakowy Heliofly III.